# Llista d'asteroides/209001-209100
| Nom      | Designació provisional | Data de descobriment   | Lloc de descobriment | Descobridor/s           |
| -------- | ---------------------- | ---------------------- | -------------------- | ----------------------- |
| 209001 - | 2003 BD10              | 26 de gener de 2003    | Palomar              | NEAT                    |
| 209002 - | 2003 BL14              | 26 de gener de 2003    | Haleakala            | NEAT                    |
| 209003 - | 2003 BQ20              | 27 de gener de 2003    | Socorro              | LINEAR                  |
| 209004 - | 2003 BF26              | 26 de gener de 2003    | Anderson Mesa        | LONEOS                  |
| 209005 - | 2003 BO26              | 26 de gener de 2003    | Haleakala            | NEAT                    |
| 209006 - | 2003 BM40              | 27 de gener de 2003    | Haleakala            | NEAT                    |
| 209007 - | 2003 BO48              | 26 de gener de 2003    | Kitt Peak            | Spacewatch              |
| 209008 - | 2003 BG53              | 27 de gener de 2003    | Socorro              | LINEAR                  |
| 209009 - | 2003 BB58              | 27 de gener de 2003    | Socorro              | LINEAR                  |
| 209010 - | 2003 BE66              | 30 de gener de 2003    | Anderson Mesa        | LONEOS                  |
| 209011 - | 2003 BO73              | 29 de gener de 2003    | Palomar              | NEAT                    |
| 209012 - | 2003 BX76              | 29 de gener de 2003    | Palomar              | NEAT                    |
| 209013 - | 2003 BB87              | 26 de gener de 2003    | Kitt Peak            | Spacewatch              |
| 209014 - | 2003 BY91              | 24 de gener de 2003    | Palomar              | NEAT                    |
| 209015 - | 2003 CT13              | 4 de febrer de 2003    | Palomar              | NEAT                    |
| 209016 - | 2003 CA19              | 8 de febrer de 2003    | Anderson Mesa        | LONEOS                  |
| 209017 - | 2003 DQ                | 20 de febrer de 2003   | Haleakala            | NEAT                    |
| 209018 - | 2003 DM8               | 22 de febrer de 2003   | Palomar              | NEAT                    |
| 209019 - | 2003 DF21              | 23 de febrer de 2003   | Anderson Mesa        | LONEOS                  |
| 209020 - | 2003 EM13              | 6 de març de 2003      | Palomar              | NEAT                    |
| 209021 - | 2003 EE14              | 7 de març de 2003      | Palomar              | NEAT                    |
| 209022 - | 2003 ED15              | 7 de març de 2003      | Palomar              | NEAT                    |
| 209023 - | 2003 EG36              | 7 de març de 2003      | Anderson Mesa        | LONEOS                  |
| 209024 - | 2003 EB48              | 9 de març de 2003      | Anderson Mesa        | LONEOS                  |
| 209025 - | 2003 EZ55              | 11 de març de 2003     | Kitt Peak            | Spacewatch              |
| 209026 - | 2003 FQ21              | 25 de març de 2003     | Kitt Peak            | Spacewatch              |
| 209027 - | 2003 FZ24              | 24 de març de 2003     | Kitt Peak            | Spacewatch              |
| 209028 - | 2003 FM115             | 31 de març de 2003     | Socorro              | LINEAR                  |
| 209029 - | 2003 GM14              | 2 d'abril de 2003      | Palomar              | NEAT                    |
| 209030 - | 2003 HL16              | 25 d'abril de 2003     | Anderson Mesa        | LONEOS                  |
| 209031 - | 2003 HS19              | 26 d'abril de 2003     | Kitt Peak            | Spacewatch              |
| 209032 - | 2003 HH51              | 29 d'abril de 2003     | Kitt Peak            | Spacewatch              |
| 209033 - | 2003 JU6               | 1 de maig de 2003      | Kitt Peak            | Spacewatch              |
| 209034 - | 2003 KB30              | 25 de maig de 2003     | Kitt Peak            | Spacewatch              |
| 209035 - | 2003 NJ1               | 2 de juliol de 2003    | Reedy Creek          | J. Broughton            |
| 209036 - | 2003 NC12              | 3 de juliol de 2003    | Kitt Peak            | Spacewatch              |
| 209037 - | 2003 OZ3               | 22 de juliol de 2003   | Campo Imperatore     | CINEOS                  |
| 209038 - | 2003 OB5               | 22 de juliol de 2003   | Haleakala            | NEAT                    |
| 209039 - | 2003 OH10              | 25 de juliol de 2003   | Socorro              | LINEAR                  |
| 209040 - | 2003 OD13              | 25 de juliol de 2003   | Socorro              | LINEAR                  |
| 209041 - | 2003 OV17              | 29 de juliol de 2003   | Reedy Creek          | J. Broughton            |
| 209042 - | 2003 OR18              | 25 de juliol de 2003   | Palomar              | NEAT                    |
| 209043 - | 2003 OM20              | 30 de juliol de 2003   | Campo Imperatore     | CINEOS                  |
| 209044 - | 2003 PL2               | 2 d'agost de 2003      | Haleakala            | NEAT                    |
| 209045 - | 2003 PH4               | 2 d'agost de 2003      | Reedy Creek          | J. Broughton            |
| 209046 - | 2003 QP                | 18 d'agost de 2003     | Campo Imperatore     | CINEOS                  |
| 209047 - | 2003 QV1               | 19 d'agost de 2003     | Campo Imperatore     | CINEOS                  |
| 209048 - | 2003 QY5               | 19 d'agost de 2003     | Campo Imperatore     | CINEOS                  |
| 209049 - | 2003 QW9               | 20 d'agost de 2003     | Reedy Creek          | J. Broughton            |
| 209050 - | 2003 QA11              | 20 d'agost de 2003     | Haleakala            | NEAT                    |
| 209051 - | 2003 QE11              | 20 d'agost de 2003     | Campo Imperatore     | CINEOS                  |
| 209052 - | 2003 QA21              | 22 d'agost de 2003     | Palomar              | NEAT                    |
| 209053 - | 2003 QC24              | 21 d'agost de 2003     | Palomar              | NEAT                    |
| 209054 - | 2003 QR29              | 23 d'agost de 2003     | Piszkéstető          | Piszkéstető             |
| 209055 - | 2003 QE34              | 22 d'agost de 2003     | Palomar              | NEAT                    |
| 209056 - | 2003 QT36              | 22 d'agost de 2003     | Socorro              | LINEAR                  |
| 209057 - | 2003 QL38              | 22 d'agost de 2003     | Socorro              | LINEAR                  |
| 209058 - | 2003 QL39              | 22 d'agost de 2003     | Socorro              | LINEAR                  |
| 209059 - | 2003 QR44              | 23 d'agost de 2003     | Palomar              | NEAT                    |
| 209060 - | 2003 QU50              | 22 d'agost de 2003     | Palomar              | NEAT                    |
| 209061 - | 2003 QX50              | 22 d'agost de 2003     | Palomar              | NEAT                    |
| 209062 - | 2003 QJ61              | 23 d'agost de 2003     | Socorro              | LINEAR                  |
| 209063 - | 2003 QT61              | 23 d'agost de 2003     | Socorro              | LINEAR                  |
| 209064 - | 2003 QT65              | 25 d'agost de 2003     | Palomar              | NEAT                    |
| 209065 - | 2003 QR66              | 22 d'agost de 2003     | Socorro              | LINEAR                  |
| 209066 - | 2003 QU69              | 26 d'agost de 2003     | Kleť                 | Kleť                    |
| 209067 - | 2003 QW86              | 25 d'agost de 2003     | Socorro              | LINEAR                  |
| 209068 - | 2003 QF87              | 25 d'agost de 2003     | Socorro              | LINEAR                  |
| 209069 - | 2003 QX87              | 25 d'agost de 2003     | Socorro              | LINEAR                  |
| 209070 - | 2003 QS99              | 28 d'agost de 2003     | Socorro              | LINEAR                  |
| 209071 - | 2003 QM101             | 29 d'agost de 2003     | Socorro              | LINEAR                  |
| 209072 - | 2003 QJ102             | 31 d'agost de 2003     | Kitt Peak            | Spacewatch              |
| 209073 - | 2003 QQ106             | 31 d'agost de 2003     | Kitt Peak            | Spacewatch              |
| 209074 - | 2003 QF114             | 25 d'agost de 2003     | Socorro              | LINEAR                  |
| 209075 - | 2003 QM114             | 23 d'agost de 2003     | Cerro Tololo         | M. W. Buie              |
| 209076 - | 2003 RX15              | 14 de setembre de 2003 | Haleakala            | NEAT                    |
| 209077 - | 2003 RJ21              | 15 de setembre de 2003 | Anderson Mesa        | LONEOS                  |
| 209078 - | 2003 SW3               | 16 de setembre de 2003 | Kitt Peak            | Spacewatch              |
| 209079 - | 2003 SZ10              | 17 de setembre de 2003 | Kitt Peak            | Spacewatch              |
| 209080 - | 2003 SS11              | 16 de setembre de 2003 | Kitt Peak            | Spacewatch              |
| 209081 - | 2003 SN14              | 17 de setembre de 2003 | Kitt Peak            | Spacewatch              |
| 209082 - | 2003 SD15              | 17 de setembre de 2003 | Kitt Peak            | Spacewatch              |
| 209083 - | 2003 SN15              | 17 de setembre de 2003 | Heppenheim           | F. Hormuth              |
| 209084 - | 2003 SJ26              | 17 de setembre de 2003 | Haleakala            | NEAT                    |
| 209085 - | 2003 SS26              | 17 de setembre de 2003 | Haleakala            | NEAT                    |
| 209086 - | 2003 SW27              | 18 de setembre de 2003 | Palomar              | NEAT                    |
| 209087 - | 2003 SR30              | 18 de setembre de 2003 | Kitt Peak            | Spacewatch              |
| 209088 - | 2003 SE31              | 18 de setembre de 2003 | Kitt Peak            | Spacewatch              |
| 209089 - | 2003 SH33              | 18 de setembre de 2003 | Piszkéstető          | K. Sárneczky, B. Sipőcz |
| 209090 - | 2003 ST33              | 18 de setembre de 2003 | Socorro              | LINEAR                  |
| 209091 - | 2003 SX37              | 16 de setembre de 2003 | Palomar              | NEAT                    |
| 209092 - | 2003 ST40              | 16 de setembre de 2003 | Palomar              | NEAT                    |
| 209093 - | 2003 SO41              | 17 de setembre de 2003 | Palomar              | NEAT                    |
| 209094 - | 2003 SA42              | 17 de setembre de 2003 | Palomar              | NEAT                    |
| 209095 - | 2003 SW45              | 16 de setembre de 2003 | Anderson Mesa        | LONEOS                  |
| 209096 - | 2003 SW49              | 18 de setembre de 2003 | Palomar              | NEAT                    |
| 209097 - | 2003 SF51              | 18 de setembre de 2003 | Palomar              | NEAT                    |
| 209098 - | 2003 SR54              | 16 de setembre de 2003 | Anderson Mesa        | LONEOS                  |
| 209099 - | 2003 SM55              | 16 de setembre de 2003 | Anderson Mesa        | LONEOS                  |
| 209100 - | 2003 SV57              | 16 de setembre de 2003 | Kitt Peak            | Spacewatch              |